# Ringer-Weltmeisterschaften 1998
Die Ringer-Weltmeisterschaften 1998 fanden nach Stilart und Geschlechtern getrennt an unterschiedlichen Orten statt. Dabei wurden die Ringer in jeweils acht Gewichtsklassen unterteilt, während die Frauen in sechs Gewichtsklassen antraten.

## Griechisch-römisch
Die Wettkämpfe im griechisch-römischen Stil fanden vom 27. bis zum 30. August 1998 in Gävle statt. Drei deutsche Ringer kamen in ihren Gewichtsklassen unter die besten Zehn: Oleg Kutscherenko war mit Rang 6 in der Gewichtsklasse -54 kg bester deutscher Ringer, Thomas Zander wurde Achter in der Gewichtsklasse -85 kg und Adam Juretzko belegte Platz 10 in der Gewichtsklasse -69 kg.

### Medaillengewinner
| Klasse  | Gold                     | Silber                   | Bronze           |
| ------- | ------------------------ | ------------------------ | ---------------- |
| -54 kg  | Sim Gwon-ho              | Marian Sandu             | Khaled al-Faraj  |
| -58 kg  | Kim In-sub               | Sheng Zetiang            | Armen Nasarjan   |
| -63 kg  | Mchitar Manukjan         | Şeref Eroğlu             | Choi Sang-sun    |
| -69 kg  | Alexander Tretjakow      | Csaba Hirbik             | Son Sang-pil     |
| -76 kg  | Baqtijar Baissejitow     | Filiberto Ascuy Aguilera | Nazmi Avluca     |
| -85 kg  | Alexander Menschtschikow | János Kismoni            | Martin Lidberg   |
| -97 kg  | Gogi Koguaschwili        | Marek Švec               | Dawid Saldadse   |
| -130 kg | Alexander Karelin        | Matt Ghaffari            | Youri Evseytchik |

### Medaillenspiegel
| Rang | Land                | Gold | Silber | Bronze |
| ---- | ------------------- | ---- | ------ | ------ |
| 1    | Russland            | 4    | 0      | 0      |
| 2    | Südkorea            | 2    | 0      | 2      |
| 3    | Kasachstan          | 2    | 0      | 0      |
| 4    | Ungarn              | 0    | 2      | 0      |
| 5    | Türkei              | 0    | 1      | 1      |
| 6    | Volksrepublik China | 0    | 1      | 0      |
|      | Kuba                | 0    | 1      | 0      |
|      | Rumänien            | 0    | 1      | 0      |
|      | Tschechien          | 0    | 1      | 0      |
|      | Vereinigte Staaten  | 0    | 1      | 0      |
| 11   | Bulgarien           | 0    | 0      | 1      |
|      | Israel              | 0    | 0      | 1      |
|      | Schweden            | 0    | 0      | 1      |
|      | Syrien              | 0    | 0      | 1      |
|      | Ukraine             | 0    | 0      | 1      |

## Freistil
Die Wettkämpfe im freien Stil fanden vom 7. bis zum 10. September 1998 in Teheran statt. Neben dem Bronzemedaillengewinner Alexander Leipold kamen drei weitere deutsche Ringer in ihren Gewichtsklassen unter die besten Zehn: Heiko Balz in der Gewichtsklasse -97 kg und Vasili Zeiher in der Gewichtsklasse -54 kg wurden jeweils Siebter, Sven Thiele platzierte sich in der Gewichtsklasse -130 kg auf Platz 9.

### Medaillengewinner
| Klasse  | Gold                    | Silber            | Bronze                    |
| ------- | ----------------------- | ----------------- | ------------------------- |
| -54 kg  | Samuel Henson           | Namiq Abdullayev  | Gholamreza Mohammadi      |
| -58 kg  | Alireza Dabir           | Harun Doğan       | Guivi Sissaouri           |
| -63 kg  | Serafim Barzakow        | Abbas Haj Kenari  | Cary J. Kolat             |
| -69 kg  | Araik Geworgjan         | Sasa Sasirow      | Lincoln McIlravy          |
| -76 kg  | Buwaissar Saitijew      | Moon Eui-jae      | Alexander Leipold         |
| -85 kg  | Alireza Heidari         | Mogamed Ibragimov | Yoel Romero Palacio       |
| -97 kg  | Abbas Jadidi            | Marek Garmulewicz | Kuramagomed Kuramagomedow |
| -130 kg | Alexis Rodríguez Valera | Rasoul Khadem     | Andrei Schumilin          |

### Medaillenspiegel
| Rang | Land               | Gold | Silber | Bronze |
| ---- | ------------------ | ---- | ------ | ------ |
| 1    | Iran               | 3    | 2      | 1      |
| 2    | Russland           | 1    | 0      | 2      |
|      | Vereinigte Staaten | 1    | 0      | 2      |
| 4    | Kuba               | 1    | 0      | 1      |
| 5    | Armenien           | 1    | 0      | 0      |
|      | Bulgarien          | 1    | 0      | 0      |
| 7    | Aserbaidschan      | 0    | 1      | 0      |
|      | Mazedonien         | 0    | 1      | 0      |
|      | Polen              | 0    | 1      | 0      |
|      | Südkorea           | 0    | 1      | 0      |
|      | Türkei             | 0    | 1      | 0      |
|      | Ukraine            | 0    | 1      | 0      |
| 13   | Deutschland        | 0    | 0      | 1      |
|      | Kanada             | 0    | 0      | 1      |

## Frauen
Die Wettkämpfe der Frauen fanden vom 8. bis zum 10. Oktober 1998 in Posen statt. Neben der Silbermedaillengewinnerin Stéphanie Groß kamen drei weitere deutsche Ringerinnen unter die besten Zehn: Nina Englich belegte Platz 4 in der Gewichtsklasse -75 kg, Tanja Sauter wurde Siebte in der Gewichtsklasse -51 kg und Anita Schätzle platzierte sich auf Rang 8 in der Gewichtsklasse -62 kg. Beste Österreicherinnen waren neben Nikola Hartmann-Dünser die beiden Sechstplatzierten Nina Strasser in der Gewichtsklasse -68 kg und Elvira Barriga in der Gewichtsklasse -75 kg.

### Medaillengewinner
| Klasse | Gold                   | Silber         | Bronze              |
| ------ | ---------------------- | -------------- | ------------------- |
| -46 kg | Tricia Saunders        | Miyuki Ikeda   | Inga Karamtschakowa |
| -51 kg | Atsuko Shinomura       | Ida Hellström  | Jelena Jegoschina   |
| -56 kg | Gudrun Annette Høie    | Anna Gomis     | Sara Eriksson       |
| -62 kg | Nikola Hartmann-Dünser | Lene Aanes     | Natalja Winogradowa |
| -68 kg | Christine Nordhagen    | Stéphanie Groß | Sandra Bacher       |
| -75 kg | Kyōko Hamaguchi        | Kristie Marano | Edyta Witkowska     |

### Medaillenspiegel
| Rang | Land               | Gold | Silber | Bronze |
| ---- | ------------------ | ---- | ------ | ------ |
| 1    | Japan              | 2    | 1      | 0      |
| 2    | Vereinigte Staaten | 1    | 1      | 1      |
| 3    | Norwegen           | 1    | 1      | 0      |
| 4    | Kanada             | 1    | 0      | 0      |
|      | Österreich         | 1    | 0      | 0      |
| 6    | Schweden           | 0    | 1      | 1      |
| 7    | Deutschland        | 0    | 1      | 0      |
|      | Frankreich         | 0    | 1      | 0      |
| 9    | Russland           | 0    | 0      | 3      |
| 10   | Polen              | 0    | 0      | 1      |